# جيرود موستاف
جيرود موستاف (بالإنجليزية: Jerrod Mustaf)‏ مواليد 28 أكتوبر 1969 في وايتفيل، هو لاعب كرة سلة أمريكي. بدأ مسيرته الاحترافية في سنة 1990. اختير من قبل فريق نيويورك نيكس خلال الدرافت. بلغ طوله 6 قدم 10 بوصة (2.1 م). اعتزل اللعب في 2001. أحرز خلال مسيرته في الإن بي إيه 721 نقطة بمعدل 4.0 نقاط في المباراة الواحدة.

## المسيرة الاحترافية
لعب مع نيويورك نيكس في موسم 1990–1991، ثم لعب مع فينيكس صنز من سنة 1991 إلى 1994، ثم لعب مع نادي أندورا لكرة السلة في الدوري الإسباني في سنة 1995، ثم لعب مع ستراسبورغ أي جي في الدوري الفرنسي في سنة 1996، ثم لعب مع نادي برشلونة لكرة السلة في الدوري الإسباني من سنة 1996 إلى 1998، ثم لعب مع أسكو غدينيا من سنة 1999 إلى 2001.

## روابط خارجية
- جيرود موستاف على موقع إن بي أي (الإنجليزية)
- جيرود موستاف على موقع سبورتس رفرنس (الإنجليزية)
- جيرود موستاف على موقع الدوري الإسباني لكرة السلة (الإسبانية)
- جيرود موستاف على موقع كرة السلة الأوروبية.كوم (الإنجليزية)
- جيرود موستاف على موقع كلية كرة السلة في سبورتس رفرنس.كوم (الإنجليزية)
- جيرود موستاف على موقع ريلجم (الإنجليزية)
- جيرود موستاف على موقع بروبوليرز (الإنجليزية)
- جيرود موستاف على موقع سبورتس رفرنس (الإنجليزية)